# Səməni

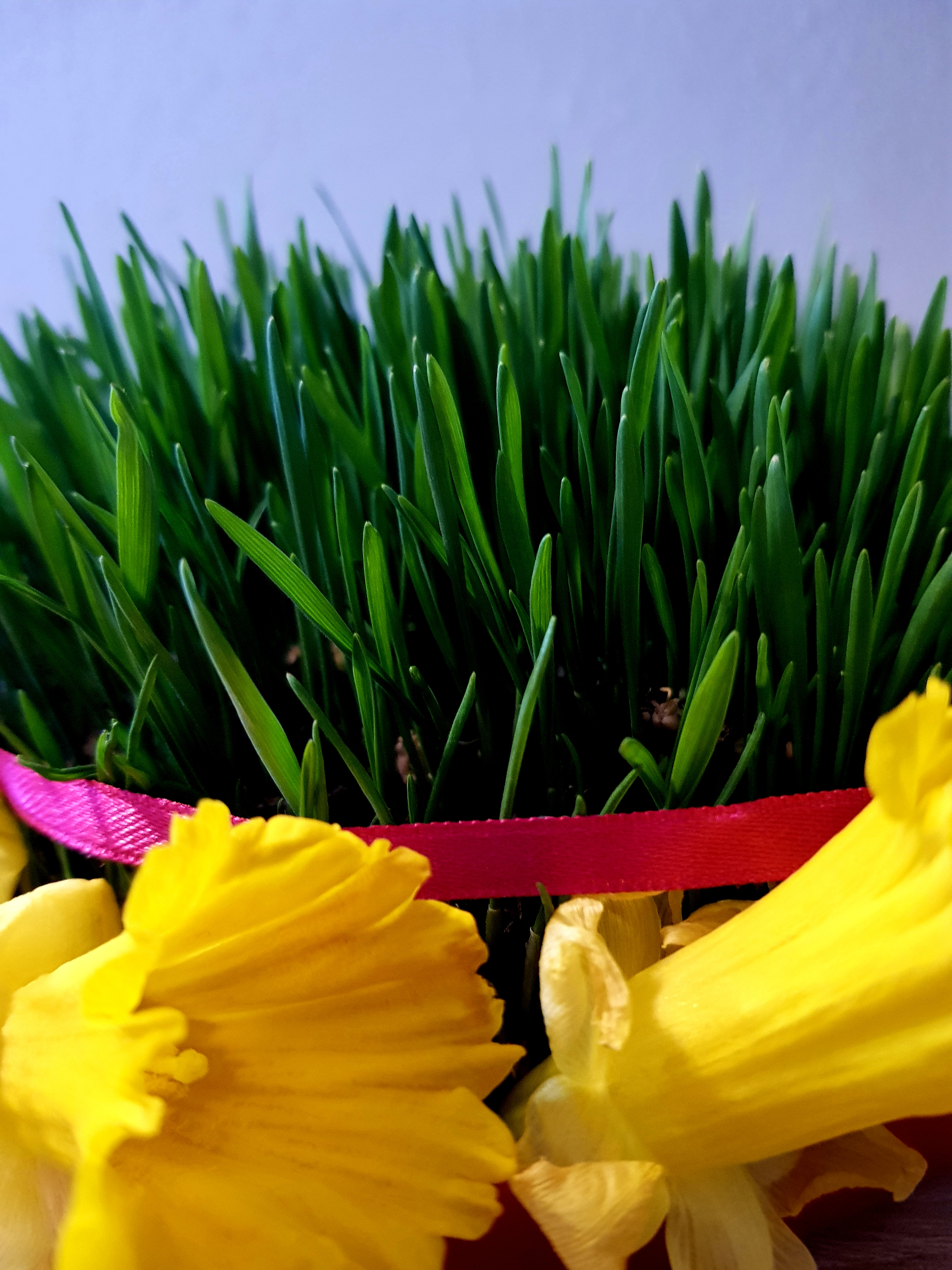
Səməni

Səməni (aserbaidschanisch, auch Sämäni) ist eines der Hauptattribute der aserbaidschanischen Novruzfest-Tradition im März. Das Səməni sprießt nach dem Aussäen hellgrün und ist traditionell Weizengras.

## Symbolik

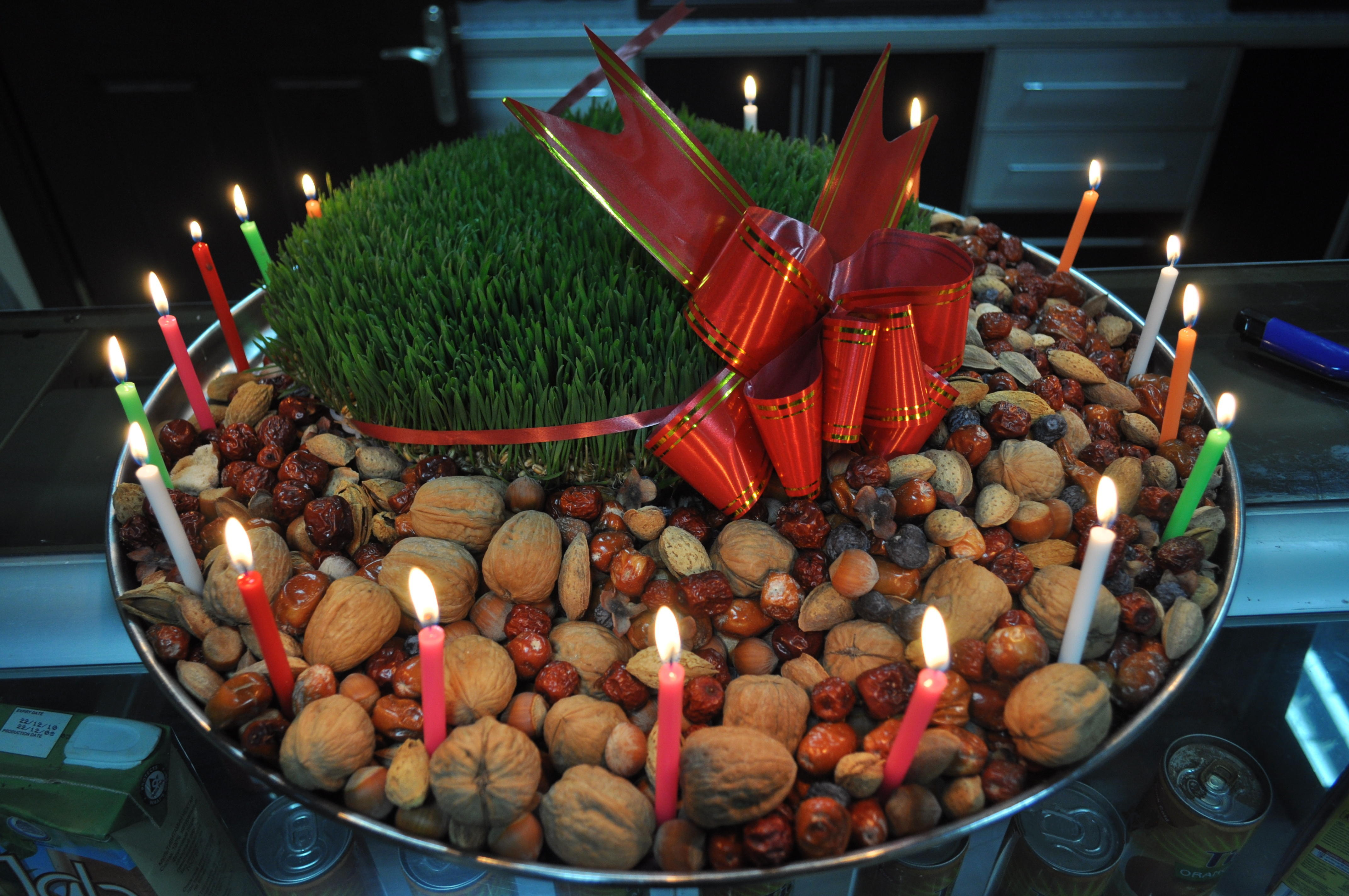
Festtagskorb

Das Novruzfest feiert man in Aserbaidschan am 20. und 21. März. Die letzten vier Dienstage im Winter (normalerweise ab dem letzten Dienstag im Februar) vor Novruz werden von Aserbaidschanern gefeiert und als „Tscharschamba“ bezeichnet. Səməni wird im ersten Tscharschamba gepflanzt. Es keimt bis zum Novrusfest und schmückt alle Novruztische. Səməni steht für den kommenden Frühling, die Wiederbelebung der Natur und den Ackerbau. Səməni ist auch ein Symbol der Fülle und Fruchtbarkeit. Es bestimmt, wie die Ernte in diesem Jahr aussehen wird. Wenn Səməni gut wächst und groß wird, wird die Ernte in diesem Jahr reichlich sein. Nach dem Novruzfest wird die Pflanze nicht weggeworfen, sondern in einem fließenden Gewässer, entweder einem Bach oder einem Fluss, ausgesetzt.

## Zubereitung
Səməni wird hauptsächlich aus Weizengras gewonnen. Zuerst werden die Weizenkörner gereinigt, gewaschen und zwei bis drei Tage gewässert. Nach ein paar Tagen werden die Samen aus dem Wasser genommen, auf einen Teller gelegt und mit nasser Baumwolle bedeckt. Zur Bedeckung kann auch Erde benutzt werden, so bleibt sie länger grün und riecht gut. Zum Abschluss wird das frische Səməni mit einem roten Band geschmückt.

## Philatelie
Ein Səməni-Bild findet sich auf der UdSSR-Briefmarke von 1991, die der Feier von Novruz in Aserbaidschan gewidmet ist, sowie auf aserbaidschanischen Briefmarken, die 1996 und 2011 herausgegeben wurden.

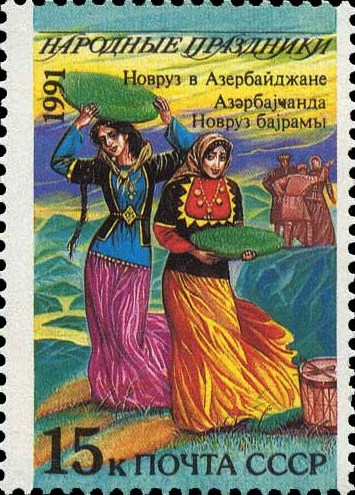
Briefmarke UdSSR, 1991
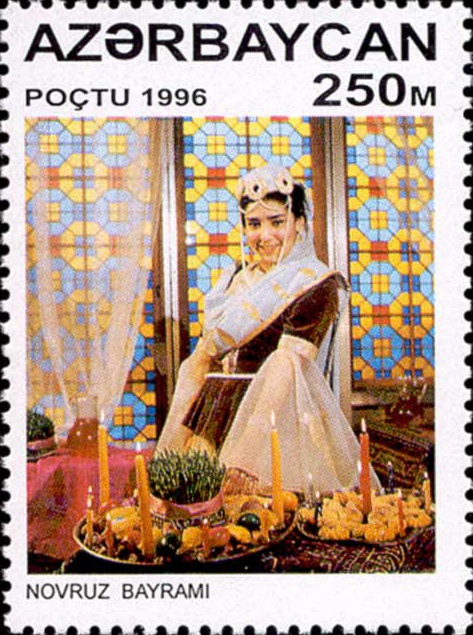
Briefmarke Aserbaidschan, 1996
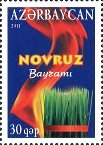
Briefmarke Aserbaidschan, 2011

## Galerie

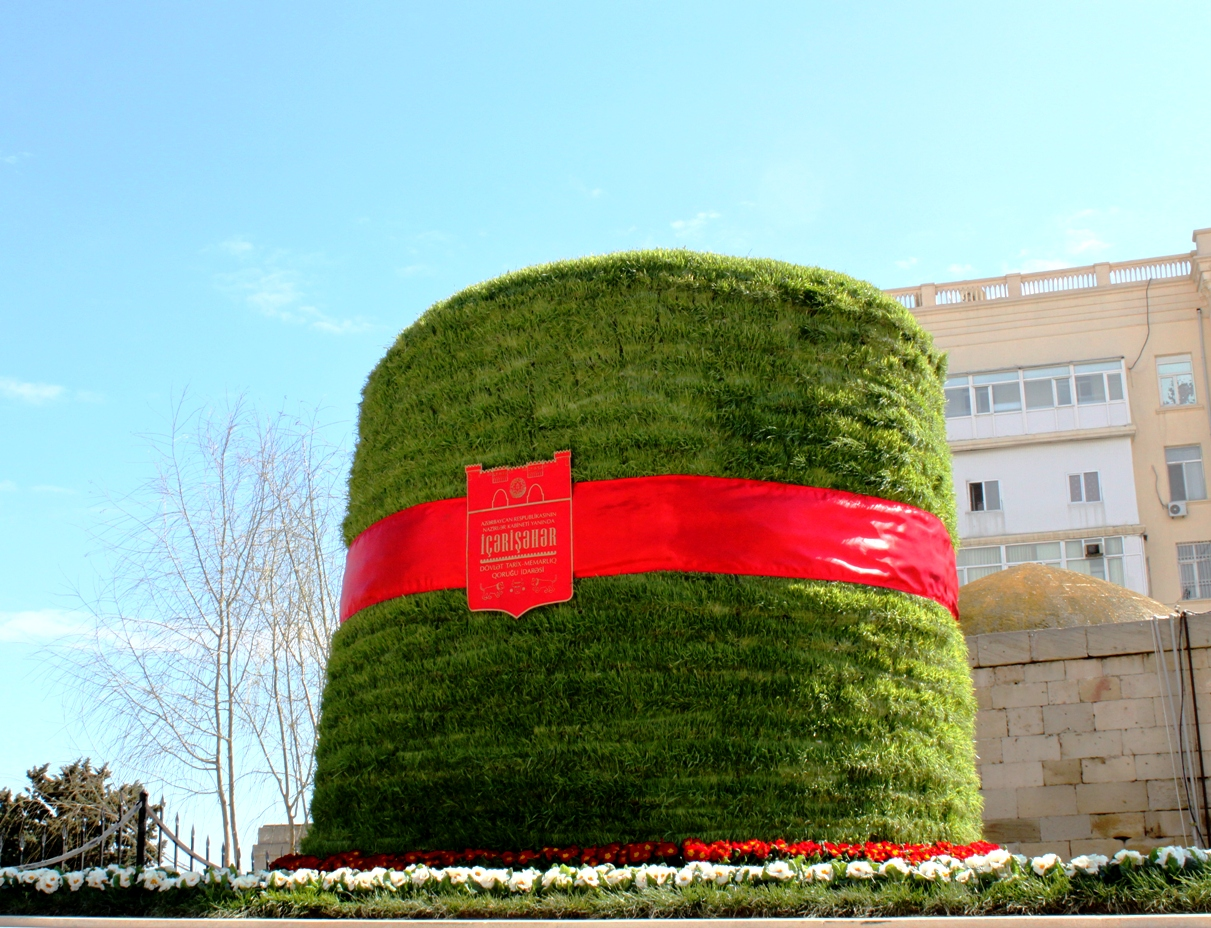
Riesige Səməni auf einer der zentralen Straßen von Baku
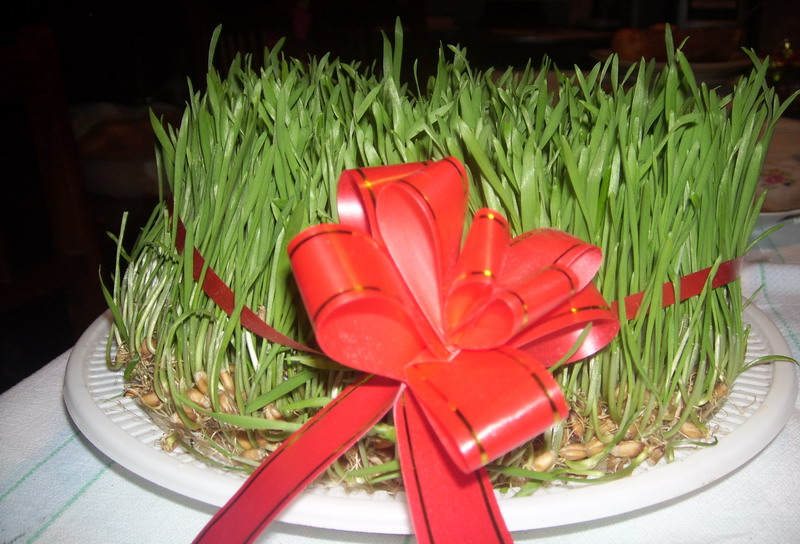
Hausgemachte Səməni
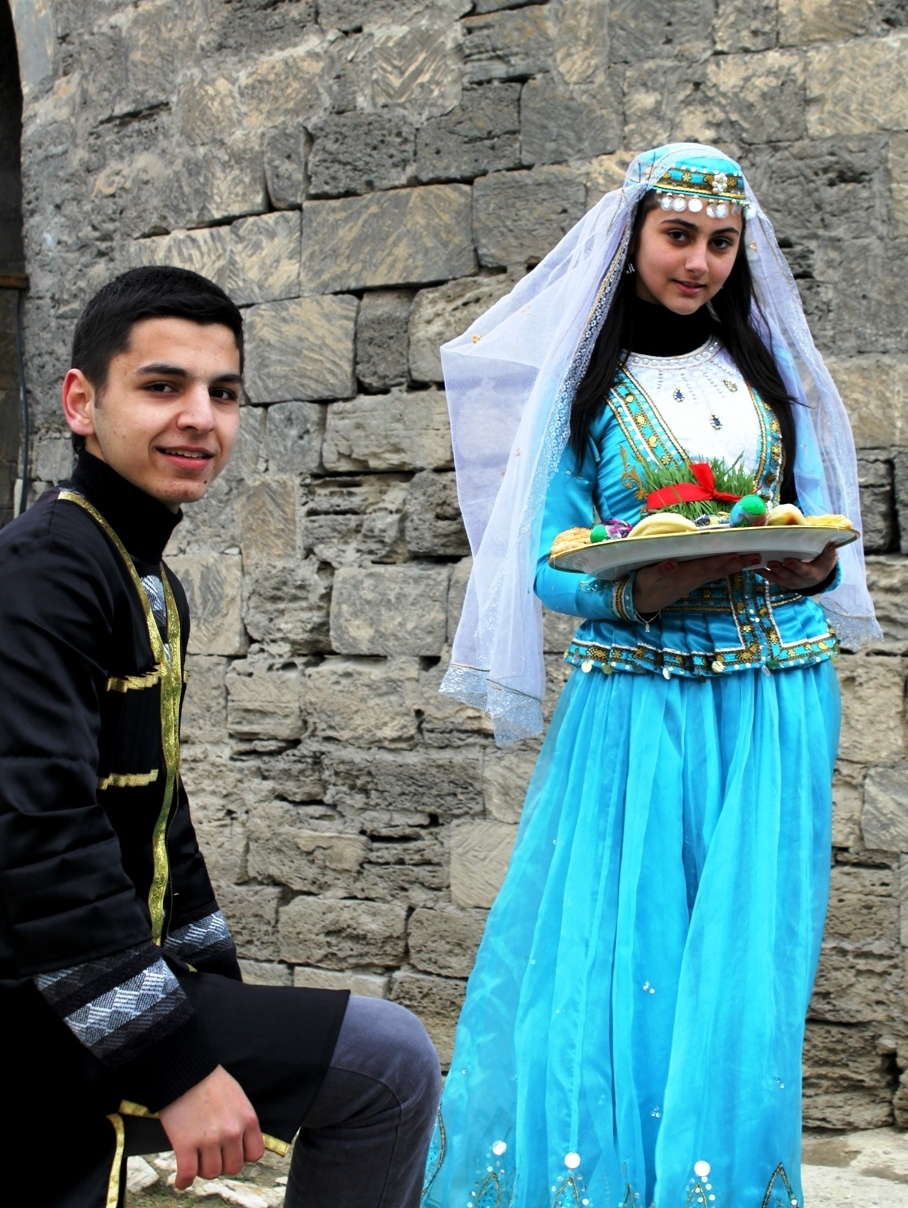
Səməni im Festtagskorb
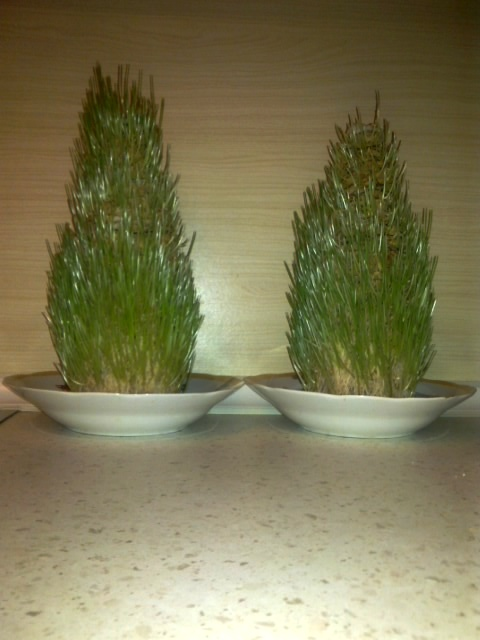
Varianten von Səməni